# Waterloo (album)
Pour les articles homonymes, voir Waterloo (homonymie).
Albums de ABBA
Ring Ring
(1973) ABBA
(1975)
Singles
1. Waterloo
Sortie : 4 mars 1974
2. Honey, Honey
Sortie : avril 1974
3. Hasta Mañana
Sortie : septembre 1974

Waterloo est le deuxième album studio du groupe de pop suédois ABBA, sorti le 4 mars 1974 en Suède chez Polar Music. Il est le premier album du groupe à sortir au niveau mondial. C'est aussi le premier album où le groupe utilise son fameux acronyme et palindrome, qui toutefois n'est pas encore l'ambigramme utilisé par la suite.
L'album inclut notamment Waterloo, chanson qui avait permis à la Suède de remporter le Concours Eurovision de la chanson 1974.

## Enregistrement
Les sessions d'enregistrement pour l'album ont commencé le 24 septembre 1973 avec le morceau Dance (While the Music Still Goes On). Cette chanson était inhabituelle car c'est la seule piste ABBA à ne pas présenter le membre Benny Andersson aux claviers, mais le pianiste américain John Bundrick qui était en Suède à l'époque. Bundrick, cependant, n'a pas été crédité sur l'album. Trois semaines plus tard, les deux chansons suivantes, Suzy-Hang-Around et My Mama Said, sont entrées en studio. Une feuille d'enregistrement de la journée crédite le groupe comme « ABBA », la première fois que le nom est utilisé dans un document. Le groupe s'appelait jusqu'à présent « Björn & Benny, Agnetha & Anni-Frid », bien que leur manager Stig Andersson les appelait officieusement ABBA dans les médias depuis un certain temps. La première de ces chansons marque la seule fois où Benny Andersson a chanté le rôle principal sur un morceau.
Deux autres morceaux ont été enregistrés le 17 octobre ; What About Livingstone et Honey Honey - ce dernier étant le deuxième single extrait de l'album dans la plupart des pays. King Kong Song a été enregistré le 14 novembre, une chanson que les membres Benny Andersson et Björn Ulvaeus considèrent aujourd'hui comme l'un de leurs morceaux les plus faibles. C'était aussi la date à laquelle il a été annoncé qu'ABBA devait participer à la sélection nationale suédoise pour le Concours Eurovision de la chanson 1974. À partir de là, les sessions d'enregistrement se sont accélérées et le reste des pistes a été enregistré. Deux chansons étaient à considérer pour leur entrée à l'Eurovision; Waterloo et Hasta Mañana. Le groupe a préféré la première mais a estimé que la seconde était le choix le moins risqué. Finalement, ils ont choisi Waterloo car c'était plutôt la direction qu'ils souhaitaient prendre pour le groupe. Waterloo et Watch Out ont été enregistrés le même jour - les chansons qui composaient le premier single et sa face B.

## Réception
La chanson Waterloo remporta la sélection nationale suédoise et le groupe représenta la Suède à Brighton pour le Concours Eurovision de la chanson 1974. ABBA a également remporté le concours et Waterloo est devenu un énorme succès non seulement en Europe, mais dans les hit-parades du monde entier, atteignant la 6e position États-Unis par exemple. En Suède, l'album était déjà sorti et en tête des charts suédois depuis 12 semaines, devenant l'un des albums suédois les plus vendus à ce jour. Au Royaume-Uni, l'album a atteint la 28e place du UK Albums Chart, ce qui était la première fois qu'un artiste étranger participant à l'Eurovision se classait dans le palmarès des ventes d'albums britannique, et il s'est bien vendu dans le reste de l'Europe.
Les critiques sur l'album sont positives, Greg Shaw du magazine américain Phonograph Record (en) affirmant qu'il « pourrait bien s'avérer être l'un des premiers albums classiques des années 70 ». Le Rolling Stone a également donné une critique favorable à l'album. Dans une critique parue sur le site web musical AllMusic, Waterloo a été décrit comme un « bel album » en lui attribuant une note de trois étoiles.

## Rééditions et pochette
Waterloo est sorti pour la première fois en CD en Suède en 1988 – un CD pour le marché ouest-allemand a suivi en 1990 (plus tard réédité à l'international). L'album a été réédité sous une forme remasterisée numériquement trois fois : d'abord en 1997, puis en 2001 et à nouveau en 2005 dans le cadre du coffret The Complete Studio Recordings (en). Il a également été publié en tant qu'édition spéciale du 30e anniversaire en 2004, célébrant les 30 ans de la victoire du groupe au concours Eurovision de la chanson. L'album est sorti une fois de plus en 2014 en tant qu'édition du 40e anniversaire avec des titres bonus et un DVD bonus. Cette version de l'album s'est classée dans les charts britanniques.
La pochette d'origine comporte le sous-titre « Björn, Benny, Agnetha & Frida » bien que certaines éditions aient remplacé « Agnetha » par « Anna » - prénom par lequel Agnetha Fältskog était connu dans certains pays.

## Titres
Toutes les chansons sont écrites et composées par Benny Andersson et Björn Ulvaeus, sauf indication contraire.
| 1. | Waterloo                              | - Andersson - Ulvaeus - Anderson | 2:42 |
| 2. | Sitting in the Palmtree               | - Andersson - Ulvaeus            | 3:37 |
| 3. | King Kong Song                        | - Andersson - Ulvaeus            | 3:11 |
| 4. | Hasta Mañana                          | - Andersson - Ulvaeus - Anderson | 3:09 |
| 5. | My Mama Said                          | - Andersson - Ulvaeus            | 3:13 |
| 6. | Dance (While the Music Still Goes On) | - Andersson - Ulvaeus            | 3:12 |

| Face B | Face B                     | Face B                         | Face B | Face B | Face B | Face B | Face B | Face B | Face B |
| No     | Titre                      | Auteur-compositeur             | Durée  |        |        |        |        |        |        |
| ------ | -------------------------- | ------------------------------ | ------ | ------ | ------ | ------ | ------ | ------ | ------ |
| 7.     | Honey, Honey               | (Andersson, Anderson, Ulvaeus) | 2:55   |        |        |        |        |        |        |
| 8.     | Watch Out                  | - Andersson - Ulvaeus          | 3:49   |        |        |        |        |        |        |
| 9.     | What About Livingstone?    | - Andersson - Ulvaeus          | 2:55   |        |        |        |        |        |        |
| 10.    | Gonna Sing You My Lovesong | - Andersson - Ulvaeus          | 3:41   |        |        |        |        |        |        |
| 11.    | Suzy-Hang-Around           | - Andersson - Ulvaeus          | 3:10   |        |        |        |        |        |        |
| 35:20  |                            |                                |        |        |        |        |        |        |        |

| 12. | Ring Ring | 3:00 |

| 1.  | Waterloo (Eurovision Song Contest Performance I, BBC)                     |  |
| 2.  | Waterloo (Melodifestivalen Performance I, SVT)                            |  |
| 3.  | Waterloo (Melodifestivalen Performance II, SVT)                           |  |
| 4.  | Waterloo (Eurovision Song Contest Preview Performance, SVT)               |  |
| 5.  | Waterloo (Eurovision Song Contest Performance II, BBC)                    |  |
| 6.  | Interview with Frida and Stig After the Eurovision Victory (Rapport, SVT) |  |
| 7.  | Waterloo (Top of the Pops Performance I, BBC)                             |  |
| 8.  | Honey, Honey (Disco, ZDF)                                                 |  |
| 9.  | Waterloo (Top of the Pops Performance II, BBC)                            |  |
| 10. | Honey, Honey (Spotlight, ORF)                                             |  |
| 11. | Waterloo (German version; Musik aus Studio B, NDR)                        |  |
| 12. | Honey, Honey (Ein Kessel Buntes, Fernsehen der DDR)                       |  |
| 13. | Waterloo (Top of the Pops Performance III, BBC)                           |  |
| 14. | International Sleeve Gallery                                              |  |

Notes
- Sur l'édition suédoise d'origine le premier titre sur la face A est la version en suédois de la chanson Waterloo. La version anglophone est ajoutée en tant que sixième et dernière piste de la face B, clôturant ainsi l'album[8]. L'édition internationale d'origine omet la version suédoise de Waterloo et déplace la version anglaise au début de la première face.
- L'édition américaine utilise la liste de pistes internationale mais le remix américain de Ring Ring est ajouté à la fin de la deuxième face, tandis que dans l'édition britannique la version anglaise originelle de Ring Ring est ajoutée à la fin de la deuxième face.

## Musiciens
ABBA
- Benny Andersson : claviers, chant
- Agnetha Fältskog : chant
- Anni-Frid Lyngstad : chant
- Björn Ulvaeus : guitares, chant

| Musiciens supplémentaires - Ola Brunkert : batterie - Christer Eklund : saxophone - Malando Gassama : percussions - Rutger Gunnarsson : basse - Per Sahlberg : basse - Janne Schaffer : guitare - Sven-Olof Walldoff : cordes | Production - Benny Andersson; Björn Ulvaeus – producteurs - Michael B. Tretow – ingénieur du son - Ola Lager – photographie - Ron Spaulding – Concepteur original du design de l'album - Jon Astley; Tim Young; Michael B. Tretow – Remasterisation de 1997 - Jon Astley; Michael B. Tretow – Remasterisation de 2001 - Henrik Jonsson – remasterisation complète des enregistrements studio de 2005 |

## Classements et certifications
| Classement (1974)                    | Meilleure position |
| ------------------------------------ | ------------------ |
| Allemagne de l'Ouest (Media Control) | 6                  |
| Australie (Kent Music Report)        | 18                 |
| États-Unis (Billboard 200)           | 145                |
| Finlande (Suomen virallinen lista)   | 2                  |
| Norvège (VG-lista)                   | 1                  |
| Nouvelle-Zélande (RIANZ)             | 38                 |
| Pays-Bas (Mega Album Top 100)        | 74                 |
| Royaume-Uni (UK Albums Chart)        | 28                 |
| Suède (Sverigetopplistan)            | 1                  |

| Classement (2014)             | Meilleure position |
| ----------------------------- | ------------------ |
| Belgique (Flandre Ultratop)   | 83                 |
| Belgique (Wallonie Ultratop)  | 159                |
| Suède (Sverigetopplistan)     | 49                 |
| Royaume-Uni (UK Albums Chart) | 71                 |

| Classement (1974)                         | Position |
| ----------------------------------------- | -------- |
| Allemagne de l'Ouest (Offizielle Top 100) | 24       |

### Certifications
| Région                                | Certification | Ventes/Streams |
| ------------------------------------- | ------------- | -------------- |
| Allemagne (BM)                        | Platine       | 500 000^       |
| Australie (ARIA)                      | 2 × Platine   | 70 000^        |
| Danemark (IFPI)                       | Argent        | 25 000         |
| Finlande (IFPI)                       | Or            | 25 035         |
| Royaume-Uni (BPI)                     | Argent        | 60 000^        |
| Suède (GLF)                           | Diamant       | 349 938        |
| Yougoslavie                           | Argent        | 18 000         |
| Résumé                                |               |                |
| Europe                                |               | 3 000 000      |
| ^Mise en rayon selon la certification |               |                |